# Matanzas, Peravia
Matanzas är en kommun i Dominikanska republiken. Den ligger i provinsen Peravia. Antalet invånare i kommunen är cirka 17 000.
Kommundistriktet med samma namn i kommunen Baní blev kommun 6 augusti 2013.